# Ochiltree Castle

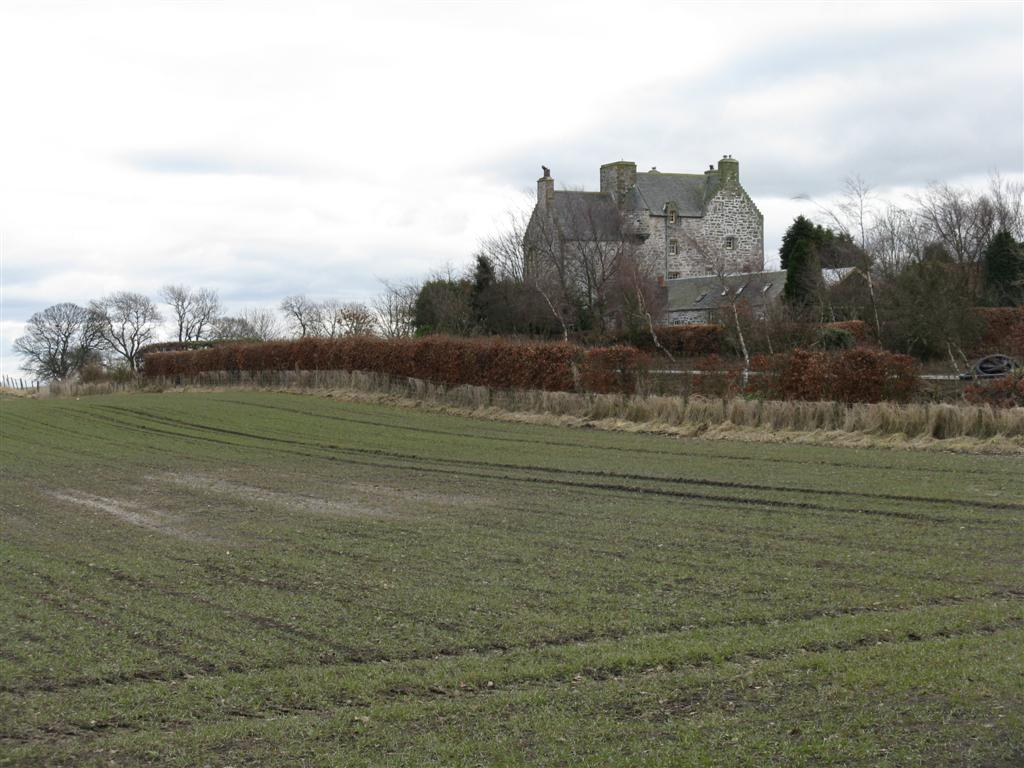
Ochiltree Castle

Ochiltree Castle ist ein Tower House nahe der schottischen Ortschaft Bridgend in West Lothian. 1971 wurde das Bauwerk in die schottischen Denkmallisten in der höchsten Kategorie A aufgenommen.

## Geschichte
Der Erbauer sowie das Baujahr von Ochiltree Castle sind unbekannt. Um Mitte des 16. Jahrhunderts besaß der Clan Hamilton einen Großteil der umliegenden Ländereien. Als plausible Möglichkeit erscheint, dass das Landstück James Stewart of Ochiltree aus Ayrshire zufiel, welcher dann Ochiltree Castle errichtete. Dies würde auch die Namensherkunft des Bauwerks schlüssig erklären. Gesichert ist, dass sich der Clan Stirling of Keir Ochiltree Castle im späten 17. Jahrhundert in Besitz von Ochiltree Castle befand. Zu dieser Zeit wurden einige Umbauten vorgenommen, jedoch ist auch eine frühere Bauphase um 1610 belegt, bei der es sich manchen Quellen zufolge auch um die Entstehungsphase von Ochiltree Castle handeln könnte. Die Entstehung wird jedoch in verschiedenen Quelle eher auf das 16. Jahrhundert datiert.
Ursprünglich bildete das Gebäude den östlichen Abschluss eines umfriedeten Hofes. Im Norden schloss sich seit dem 17. Jahrhundert ein zweistöckiger Flügel an, der jedoch später zugunsten eines flachen Flügels niedergerissen wurde. Im Zuge des Neubaus wurde Fragmente des alten Bauwerks wiederverwendet. Auch der Eingangsbereich, der sich ursprünglich an der Ostseite befand, wurde um diese Zeit an die Westseite verlagert. Im Jahre 1981 wurde Ochiltree Castle restauriert.

## Beschreibung
Ochiltree Castle liegt isoliert rund einen Kilometer südwestlich der Ortschaft Bridgend. Das Bruchsteinbauwerk aus cremefarbenem Sandstein weist einen traditionellen L-förmigen Grundriss auf und besteht aus zwei dreistöckigen Gebäudeteilen unterschiedlicher Höhe an der Ostseite, an welche im Norden ein einstöckiger Flügel angrenzt. Die Gebäudeöffnungen sind mit Quadersteinen abgesetzt. Der Eingangsbereich befindet sich an der asymmetrisch aufgebauten westexponierten Gebäudeseite. Eine gekehlte Laibung fasst die links der Mitte befindliche hölzerne Eingangstüre ein. Zwei Ziergiebel bekrönen das Portal. Sie zeigen die Wappen von Archibald Stirling of Keir und seiner Frau Dame Grizel sowie die Monogramme DGR und SAS und sind mit Kreuzblumen verziert. Ein giebelständiger Kamin mit Staffelgiebel schließt das schiefergedeckte Satteldach an der Südseite ab. Links kragt eine fensterlose Tourelle aus. An der Ostseite tritt ein halbrunder Treppenturm hervor. Die Türe an der linken Seite ist mit ornamentiertem Ziergiebel gestaltet. Der einstöckige Flügel entlang der Nordseite ist vier Achsen weit und mit Sprossenfenstern versehen. Er schließt an der Westseite mit einem Staffelgiebel.